# زبان اکسیتان باستان
زبان اکسیتان باستان یا پروونسال باستان از زبان‌های مرده رومی رایج در اروپا بود که امروزه زبان اکسیتان نو نواده آن به‌شمار می‌رود. اکسیتان میانه گاه شاخه‌ای از اکسیتان نو و گاه شاخه‌ای از اکسیتان باستان شناخته می‌شود. از میان رفتن این زبان در سده چهاردهم میلادی رخ داده‌است. در گذشته این زبان را پروونسال و گاهی رومی نیز می‌نامیدند.

## نوادگان
پس از نابودی اکسیتان باستان لهجه‌ها و گویش‌های متعددی از آن زاییده شدند که تقریباً همگی از گویش‌های اکسیتان نو محسوب می‌شوند. برای نمونه:
- زبان اکسیتان
- زبان اورنیاتی
- زبان لانگدوسی
- زبان گاسکون
- زبان لیموزینی
- زبان منتوناسکی
- پرووانسال